# Hirondelle roux et noir
Hirundo nigrorufa
Espèce
Statut de conservation UICN

 LC  : Préoccupation mineure
L'Hirondelle roux et noir (Hirundo nigrorufa) est une espèce de passereaux de la famille des Hirundinidae.

## Répartition
Son aire de répartition  s'étend sur la Tanzanie, la République démocratique du Congo et la Zambie.

## Systématique
C'est une espèce monotypique (non subdivisée en sous-espèces).